# Juillet 1823

## Événements
- 14 juillet : restriction du droit d’asile en Suisse sous la pression de Metternich : la surveillance des étrangers est renforcée et les activités des réfugiés politiques sont sanctionnées.

- 19 juillet : Bernardo O'Higgins est exilé au Pérou.

- 28 juillet : traité d’Erzurum qui met fin à la guerre entre la Perse et l’Empire ottoman[1]. La Perse obtient des avantages territoriaux à l’ouest, ainsi que la liberté de commerce et de circulation à ses marchands dans l’Empire ottoman. En contrepartie, le chah, menacé par l’expansion russe au nord, s’engage à ne plus tenter d’incursions militaires dans les provinces ottomanes.

## Naissances
- 25 juillet : Julius Victor Carus (mort en 1903), zoologiste allemand.
- 28 juillet : Gaston de Saporta (mort en 1895), paléobotaniste français.
- 31 juillet : Édouard-Gérard Balbiani (mort en 1899), entomologiste et embryologiste français.

## Décès
- 5 juillet : Henry Raeburn, peintre écossais (° 4 mars 1756).
- 7 juillet : Carlo Verri (né en 1743), homme politique et agronome italien.
- 22 juillet : William Bartram (né en 1739), naturaliste américain.